# 宏天廣場

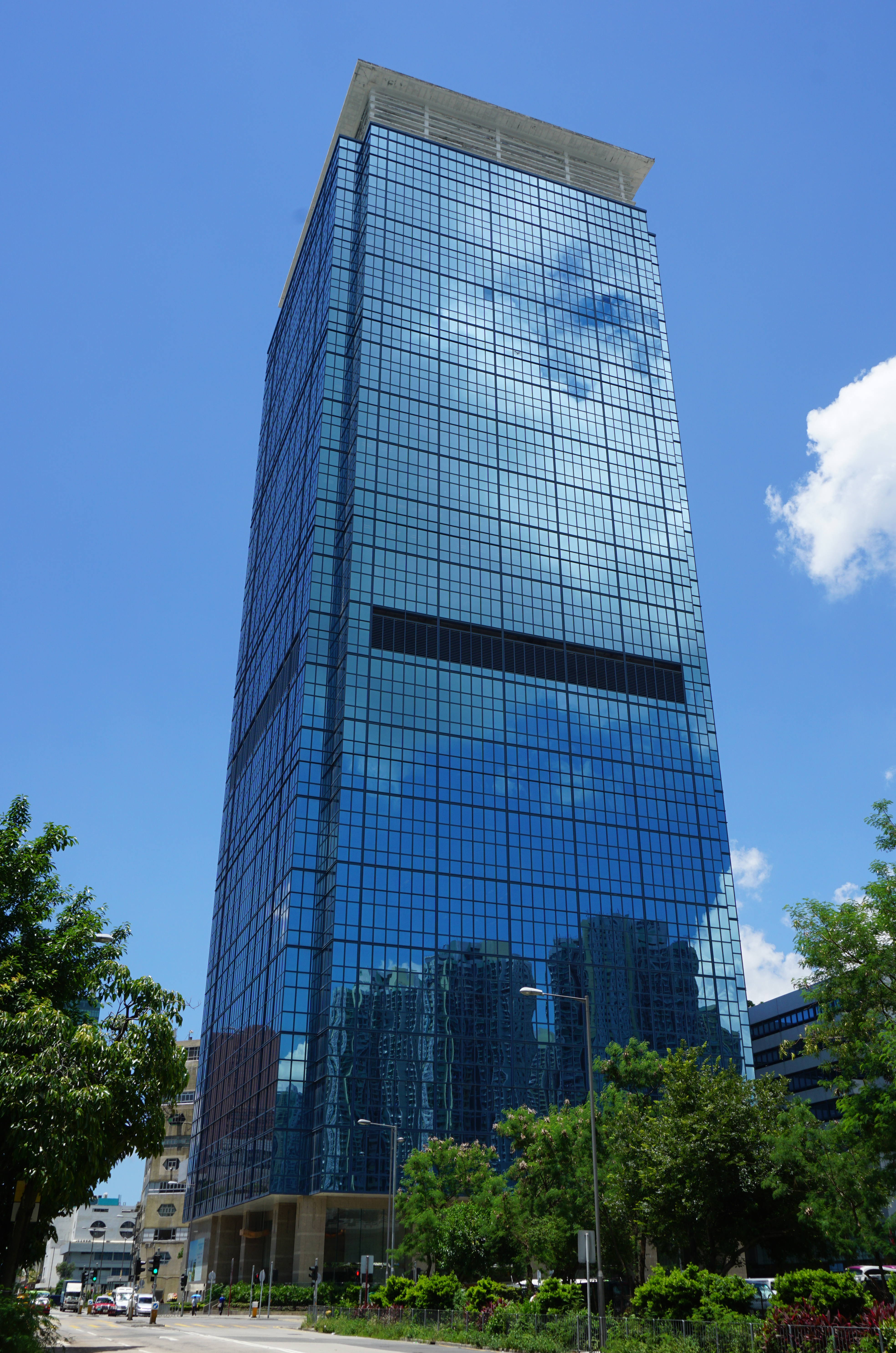
宏天廣場

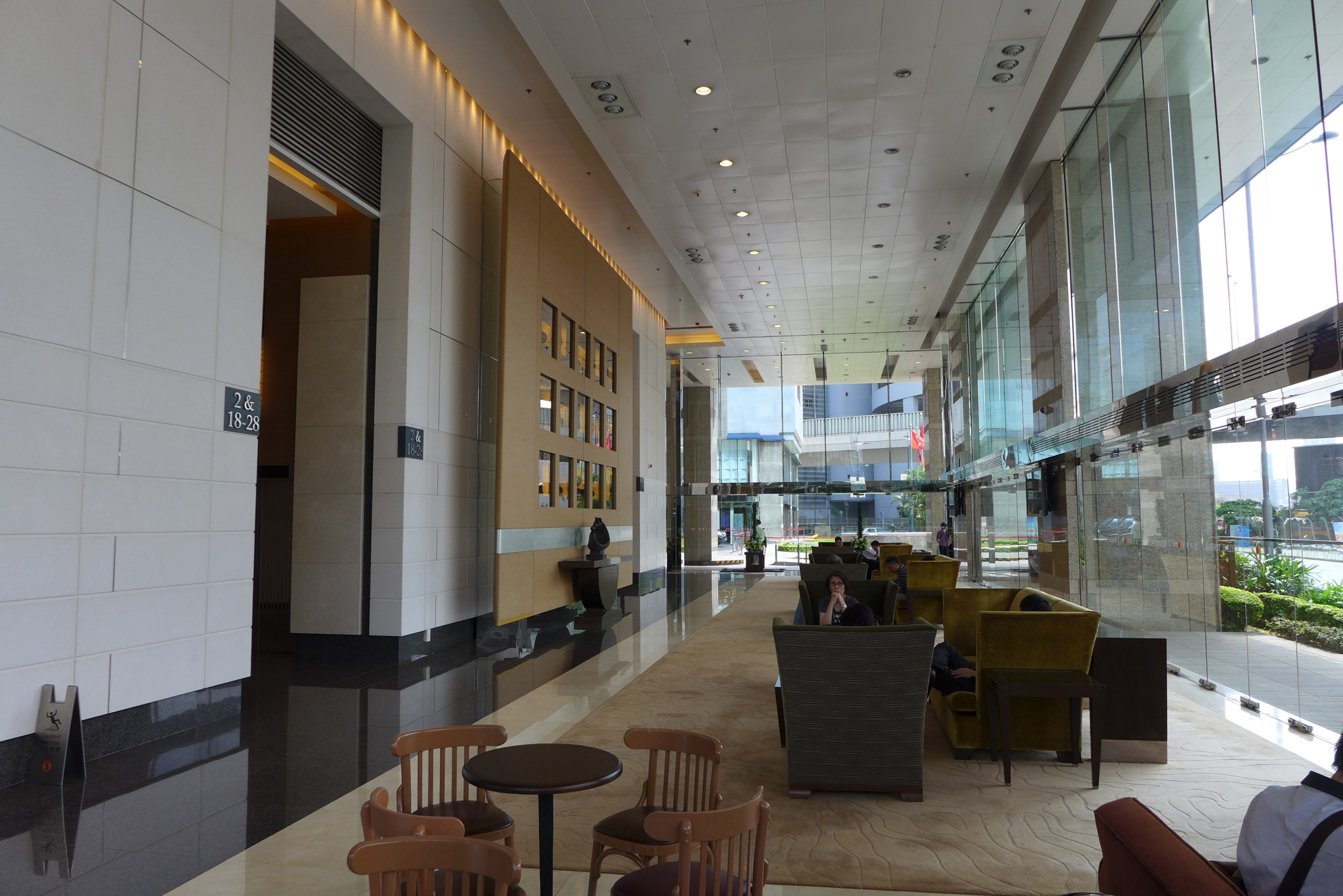
寫字樓大堂

是香港的一座甲級寫字樓，位處香港九龍灣39號；由信和置業發展，於2003年落成。

## 資料
前身為九龍灣空運中心，大樓由樓高39層的寫字樓及樓高8層的副樓組成。寫字樓部分主要的租戶包括語文教育及研究常務委員會及職業英語運動辦事處（17樓02室），入境事務處的調查分科辦事處、遣送審理及訴訟分科辦事處及執法訴訟組辦公室（已遷往將軍澳入境事務處總部執法大樓），以及由食物環境衞生署及屋宇署組成的滲水個案調查聯合辦事處九龍區聯合辦公室（21樓7B-10A室）。其他租戶包括盧森堡大藥廠、位元堂（31樓3101室）、德國萊茵公司、美集物流、世健系統（香港）有限公司（Excelpoint Systems HK Ltd，31樓3108室）、艾利丹尼森（香港）有限公司等。
而樓高8層的副樓除設有停車場外，還設有其他設施，如天台綠化花園（位於9樓天台）、展覽館（位於地下）等。

## 鄰近
- 九龍灣國際展貿中心
- 機電工程署總部大樓
- 九龍灣運動場
- 麗晶花園
- 啟業邨
- 啟德發展區

## 交通

### 主要交通幹道
- 大老山隧道
- 觀塘繞道
- 啟德隧道
- 中九龍幹線

## 外部連結
- 宏天廣場官方網站 （页面存档备份，存于）